# Вільгельм I (герцог Аквітанії)
Вільгельм I Побожний (*Guillaume le Pieux, 22 березня 875 — 6 липня 918) — герцог Аквітанії у 893—918 роках.

## Життєпис
Походив з роду Гільємідів. Син Бернарда, графа Оверні, маркграфа і герцога Аквітанії, і Ерменгарди Овернської. Народився у 875 році. У 886 році втратив батька. Після цього успадкував графство Оверні.
У 892 році надав притулок Еблю, якого король Одо I повалив з герцога Аквітанії. У 893 році Вільгельм сам вдерся до Аквітанії, знать якої підтримала його. Того ж року з успіхом діяв проти короля Одо I, якому завдав поразки. Невдовзі зайняв віконтство Лімузен, графство Отен, Беррі, Макон, Велей, Жеводан, Ліоне. В результаті держава Вільгельма охоплювала значну частину центральної та південної Франції. Було встановлено зверхність над графством Тулуза.
Фактично з цього часу починається діяльність самостійного герцогства Аквітанського. На підтвердження цього першим серед франкських феодалів став карбувати власну монету — денарій (деньє).
У 898 році задля зміцнення свого становища на східному кордоні одружився з донькою короля Нижньої Бургундії. 902 року поставив графом Пуатьє свого родича Ебля. 909 року залишився вірним королю Карлу III Простакуватому. У 916—917 роках з успіхом діяв проти короля Рауля I, але графство Тулузи в цей час стає самостійним від Вільгельма Аквітанського.
909—910 року заснував бенедиктинське абатство Клюні. На відміну від інших впливових феодалів, що встановлювали контроль над монастирями, що засновували, Вільгельм Аквітанський надав ченцям абатства повну свободу дій.
Помер 918 року. Поховано в монастирі Сен-Жюльєна. Володіння успадкував його небіж Вільгельм.

## Родина
Дружина — Енгельберга, донька Бозона, короля Нижньої Бургундії
Діти:
- Бозон (д/н—до 918)
- Ерменгарда, дружина Ротбольда I, графа Авіньйона